# Aspidoglossum erubescens
Aspidoglossum erubescens är en oleanderväxtart som först beskrevs av Rudolf Schlechter, och fick sitt nu gällande namn av Arthur Allman Bullock. Aspidoglossum erubescens ingår i släktet Aspidoglossum och familjen oleanderväxter. Inga underarter finns listade i Catalogue of Life.